# ماتریس همانی
در جبر خطی ماتریس همانی یا ماتریس یکه به یک ماتریس n-در-n (ماتریس مربعی) گفته می‌شود که درایه‌های قطر اصلی آن یک و بقیه درایه‌ها صفر باشند. این ماتریس با In یا اگر اندازه ماتریس قابل تشخیص باشد به صورت ساده‌تر با I نشان داده می‌شود.
{\displaystyle I_{1}={\begin{bmatrix}1\end{bmatrix}},\ I_{2}={\begin{bmatrix}1&0\\0&1\end{bmatrix}},\ I_{3}={\begin{bmatrix}1&0&0\\0&1&0\\0&0&1\end{bmatrix}},\ \cdots ,\ I_{n}={\begin{bmatrix}1&0&\cdots &0\\0&1&\cdots &0\\\vdots &\vdots &\ddots &\vdots \\0&0&\cdots &1\end{bmatrix}}}
در بعضی از متون ریاضی از نمادهای U و E برای نشان دادن ماتریس همانی (E از Elementary Matrix به معنای ماتریس اولیه و U از Unit Matrix به معنای ماتریس یکه) استفاده شده‌است. البته نماد I یک نماد رسمی‌تر است.
یک ویژگی مهم که در ماتریس همانی یافت می‌شود در هنگام استفاده از آن در ضرب ماتریس است، این خاصیت به این صورت است که ضرب ماتریس همانی در هر ماتریسی، خود آن ماتریس را نتیجه می‌دهد، این نتیجه در ضرب یک n-همانی و m-همانی برای یک ماتریس m-در-n (مثلاً با نام A) صادق خواهد بود :
{\displaystyle I_{m}A=AI_{n}=A\,}.
درایه‌های یک ماتریس همانی را با استفاده از تابع دلتای کرونکر نیز می‌توان به این صورت بدست آورد :
{\displaystyle (I_{n})_{ij}=\delta _{ij}\,}.